# ヘリ・エア・モナコ

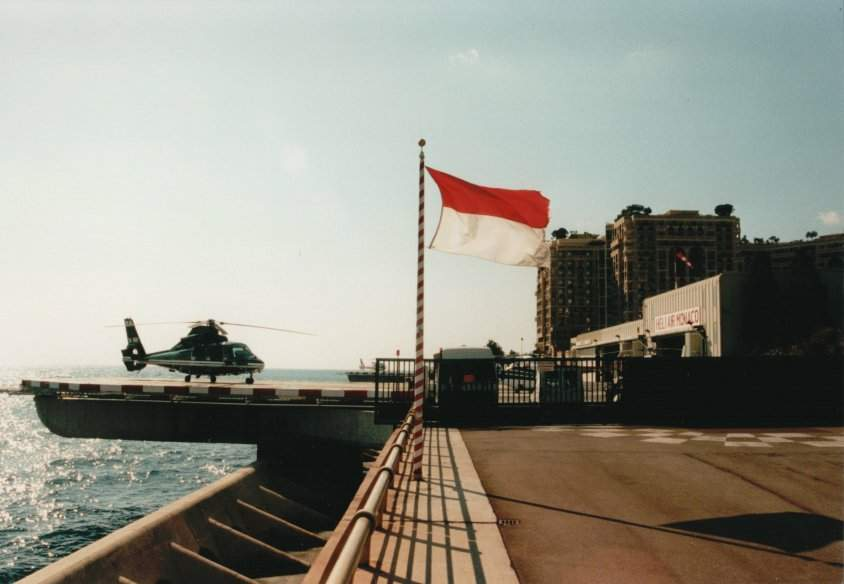
モナコのヘリポート

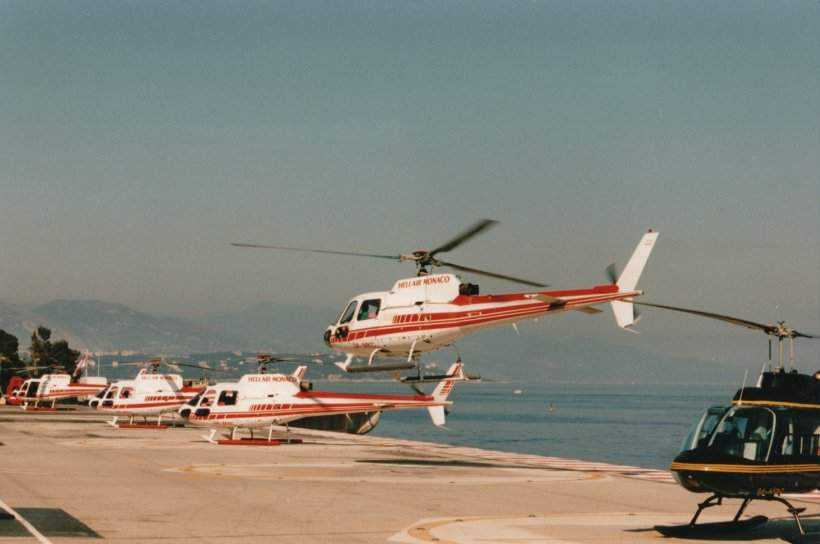
ヘリ・エア・モナコのフリート

ヘリ・エア・モナコ（Heli Air Monaco）は、モナコ公国にあるヘリコプターによる定期航空路線や遊覧飛行を行う航空会社。

## 概要
ヘリ・エア・モナコは、フランスのニースにあるコート・ダジュール空港からモナコにあるヘリポートまで結ぶ国際ヘリコプター路線を運航しているほか、遊覧飛行も行っている。モナコ・ニース間の飛行時間は片道約7分である。なお、料金は片道135ユーロで往復270ユーロである。
この料金には空港税は含まれていないが、乗客が宿泊するホテルまでのシャトルサービスが含まれている。
なお、世界で2番目に小さい国家であるモナコには空港が存在しないため、同国でこのヘリ航空会社が唯一の空の民間交通手段である。